# Prestiż (film)
Prestiż (ang. The Prestige) – thriller z 2006 roku, wyreżyserowany przez Christophera Nolana. Scenariusz powstał na podstawie powieści pod tym samym tytułem autorstwa Christophera Priesta. Akcja filmu rozgrywa się w Londynie pod koniec XIX wieku. Opowiada historię Roberta Angiera i Alfreda Bordena, konkurujących ze sobą magików scenicznych. Opętani chęcią stworzenia najlepszej iluzji, angażują się w rywalizację, która przynosi tragiczne wyniki.
W produkcji występują Hugh Jackman jako Robert Angier, Christian Bale jako Alfred Borden oraz David Bowie jako Nikola Tesla. Pojawiają się w niej także Michael Caine, Scarlett Johansson, Piper Perabo, Rebecca Hall i Andy Serkis. Film ponownie połączył Nolana z aktorami Bale’em i Caine’em, z którymi reżyser pracował podczas kręcenia Batman: Początek, operatorem Wallym Pfisterem, scenografem Nathanem Crowleyem, muzykiem Davidem Julyanem oraz montażystą Lee Smithem.
Epistolarna powieść Priesta została zaadaptowana na potrzeby scenariusza przez Christophera i jego brata, Jonathana Nolana tak, aby wydarzenia w filmie nie były ułożone chronologicznie, podobnie jak w jednym z ich poprzednich projektów – Memento. Premiera filmu w USA odbyła się 17 października 2006 roku. Obraz został dobrze przyjęty przez krytyków i zanotował solidny wynik w box office. Prestiż otrzymał nominacje do Oscarów za rok 2006 w kategoriach za najlepszą scenografię i zdjęcia.

## Fabuła
Londyn, koniec XIX wieku. Dwaj magicy – Robert Angier i Alfred Borden – wspólnie występują i przyjaźnią się. Podczas jednego z pokazów ginie Julia – żona Roberta Angiera. Angier obwinia o jej śmierć swojego przyjaciela i od tego momentu między iluzjonistami rozpoczyna się walka o pozycję i sławę. Starają się wykraść swoje sekrety, posuwając się nawet do zbrodni.

## Obsada
- Hugh Jackman – Robert Angier, Gerald Root
- Christian Bale – Alfred Borden
- Michael Caine – Cutter
- Scarlett Johansson – Olivia Wenscombe
- Rebecca Hall – Sarah Borden
- Piper Perabo – Julia Angier
- David Bowie – Nikola Tesla
- Andy Serkis – Alley

## Analiza filmu
Tytuł filmu odnosi się do ostatniej z trzech faz, jaką ma mieć każda sztuczka magiczna: pierwsza z nich to obietnica, podczas której magik prezentuje rekwizyt używany podczas pokazu. Później następuje zwrot, gdy przedmiot znika lub dochodzi do innego zaskakującego wydarzenia. Dopiero po wieńczącej przedstawienie fazie, prestiżu, który decyduje o jego randze, publiczność bije brawo. Wtedy to przedmiot lub osoba pojawia się na nowo.

## Odbiór

### Box office
Film Prestiż przyniósł ponad pięćdziesiąt trzy miliony dolarów z dystrybucji w Stanach Zjednoczonych i Kanadzie oraz ponad pięćdziesiąt sześć i pół miliona w pozostałych państwach; razem blisko 110 milionów przychodu z biletów.

### Krytyka w mediach
Film spotkał się z pozytywną reakcją krytyków. W agregatorze recenzji Rotten Tomatoes 76% z 201 recenzji jest pozytywnych, a średnia ocen wystawionych na ich podstawie wyniosła 7,09 na 10. Z kolei w agregatorze Metacritic średnia ważona ocen z 36 recenzji wyniosła 66 punktów na 100.